# Myrmarachne parallela
Myrmarachne parallela är en spindelart som först beskrevs av Fabricius 1794.  Myrmarachne parallela ingår i släktet Myrmarachne och familjen hoppspindlar. Inga underarter finns listade i Catalogue of Life.